# Томиње
Томиње (словен. Tominje, итал. Tomigna) је насељено мјесто у општини Илирска Бистрица, Приморско-нотрањска регија, Словенија.

## Историја
До територијалне реорганизације у Словенији биле су у саставу старе општине Илирска Бистрица.

## Становништво
У попису становништва из 2011. године, Томиње је имало 107 становника.
| Број становника према пописима | Број становника према пописима | Број становника према пописима |
| ------------------------------ | ------------------------------ | ------------------------------ |
| 1991                           | 2002                           | 2011                           |
| 125                            | 129                            | 107                            |

Напомена: Године 2006. смањен за део насеља који је спојен са издвојеним деловима из насеља Харије, Подбеже и Сабоње у ново самостално насеље Залчи.